# Andenmaus
Die Andenmaus (Andinomys edax) ist eine in Südamerika lebende Nagetierart aus der Gruppe der Neuweltmäuse.
Andenmäuse haben einen stämmigen Körper, sie erreichen eine Kopfrumpflänge von 14 bis 17 Zentimeter und eine Schwanzlänge von 11 bis 15 Zentimeter. Das Gewicht beträgt 80 bis 90 Gramm. Ihr Fell ist an der Oberseite dunkelbraun und an der Unterseite weißgrau gefärbt.
Diese Tiere bewohnen die Altiplano-Region im südlichen Peru, dem westlichen Bolivien, dem nördlichen Chile und dem nordwestlichen Argentinien. Sie kommen in Höhen von 1700 bis 4900 Metern vor. Es sind nachtaktive Tiere, die oft auf Felsen oder in Dickichten leben. Sie können aber auch auf Bäume klettern und errichten dort Nester. Ihre Nahrung besteht aus grünen Pflanzen.
Die Andenmaus ist laut IUCN nicht gefährdet.